# Phil Decressac
Philippe Decressac dit Phil Decressac, né le 21 mai 1968 à La Louvière (province de Hainaut), est un auteur de bande dessinée, caricaturiste  et dessinateur de presse belge.

## Biographie
Philippe Decressac naît le 21 mai 1968 à La Louvière. Il étudie à l'École supérieure des arts Saint-Luc de Liège (section Illustration/BD).
Il collabore en tant que dessinateur de presse avec le quotidien belge francophone du groupe Sud Presse, La Nouvelle Gazette, depuis 2002. À partir de 2008, il dessine pour le journal satirique français Siné Hebdo, puis pour Fluide glacial dans la rubrique La Gazette de Frémion de 2012 à 2013, La Mèche, Fakir, Spirou pour lequel il signe cinq cartes blanches de 2014 à 2016, Zélium notamment.
Phil Decressac avec Sergio, Flavien et Giemsi publie son premier album : Klomp ! - 69 dessins de presse énervés divisé en quatre parties dans la collection « Modeste proposition » aux éditions Jack is on the Road en 2012.
En 2013, il illustre les actes d'un colloque tenu en mars 2012, à La Louvière dans (Im)Pertinence dans la collection « Rebonds » aux Éditions Lansman.
Dans Dieu est amûûûr, Philippe Decressac traite la religion avec humour publié dans la collection « Zélium » aux éditions Jack is on the Road en 2014 et l'attentat contre Charlie Hebdo ne lui fait pas déposer ses crayons.
En juin 2016, il est commissaire d'exposition de Willem-Vuillemin - Dessins de presseet publie la même année, ses dessins avinés dans L’Arrière-cour des Miracles aux Éditions du Bidon.
Il succède à Reiser et Vuillemin à L'Écho des savanes et sort une compilation de ses gags : Mieux vaut en rire préfacée par Charline Vanhoenacker aux éditions Glénat en 2017.
Le club de football RAAL, l'invite pour ses talents de caricaturiste à exercer son art en croquant la meute dans leur stade en janvier 2018.
Decressac signe par ailleurs des affiches de festival et la même année, il participe au collectif 50 ans après, des nouvelles de Mai 68, préfacé par Daniel Prévost et publié dans la collection « Noires Nouvelles » aux éditions du Caïman. 
Il publie le premier tome de Positif ! dans la collection « Épigramme » aux éditions du Roc et la même année, il fait l'objet d'une plainte du bourgmestre de la ville de La Louvière Jacques Gobert, époque à laquelle de nombreux autocollants le tournant au ridicule ainsi que le Parti Socialiste étaient trouvés en ville, le jugement du tribunal de première instance de Mons ne retient aucune charge contre Philippe Decressac, dessinateur de presse et employé communal à mi-temps comme infographiste dans cette même ville en mars 2021. 
Decressac est le fou du président du festival de bande dessinée d'humour de Burzet en octobre 2022 et il publie dans le journal suisse Vigousse et Noir et Blanc en France en novembre de la même année.
L'humour de l'auteur est cynique, absurde et décalé dans Positif (3 tomes en 2021).
L'artiste expose ses œuvres et monte les expositions : Carte blanche - entre les pavés et le sable au 36e salon de Saint-Just-le-Martel en 2017, Decressac "Se prépare" à la galerie Art Maniak à Paris en 2019 et Restons positifs à la Galerie Aarnor à Spy en 2022.
Parallèlement, il est illustrateur pour enfants dans la revue Philéas et Autobule.

## Œuvres

### Publications
- Klomp !, Jack is on the road, coll. « Modeste proposition », juin 2012
Scénario et dessin : Phil Decressac, Sergio, Flavien et Giemsi - Couleurs : Phil Decressac -  (ISBN 9782954224404)
- Dieu est amûûûr[6], éditions Jack is on the road, coll. « Zélium », 2014  (ISBN 9782954224473)
- L’Arrière-cour des Miracles, Éditions du Bidon (2016)  (ISBN 978-2-39017-080-8)
- Mieux vaut en rire[9],[10], éditions Glénat (2017)  (ISBN 9782344022757),Préface : Charline Vanhoenacker.

#### Positif!
- 1. Tome 1[13], Éditions du Roc, coll. « Épigramme », avril 2019
Scénario, dessin et couleurs : Philippe Decressac -  (ISBN 978-2-9701312-3-6)
- 2. Tome 2, Éditions du Roc, coll. « Épigramme », août 2020
Scénario, dessin et couleurs : Philippe Decressac -  (ISBN 9782940674060)
- 3. Tome 3, Éditions du Roc, coll. « Épigramme », 5 octobre 2021
Scénario : Philippe Decressac[17] - Dessin et couleurs : Philippe Decressac -  (ISBN 9782940674169)
- 4. Tome 4[21], Chez Yvette, 1 août 2023
Scénario, dessin et couleurs : Philippe Decressac -  (ISBN 978-2-9701626-3-6)

### Collectifs
- (Im)Pertinence, Éditions Lansman, coll. « Rebonds », 2013  (ISBN 9782872829316).
- 50 ans après, des nouvelles de Mai 68, Les éditions du Caïman, coll. « Noires Nouvelles », 2018  (ISBN 9782919066674).

### Illustration
- Dominique Watrin (ill. Philippe Decressac), Pas de nouvelles, bonnes nouvelles !, Jumet, Imprimerie provinciale du Hainaut, 2001, 184 p. (ISBN 2-930336-11-0)

### Expositions

#### Expositions individuelles
- Carte blanche - entre les pavés et le sable[18]. Exposition extraite de son livre « Mieux vaut en rire », 36e salon de Saint-Just-le-Martel du 30 septembre au 8 octobre 2017 ;
- Decressac "Se prépare"[4], Galerie Art Maniak, Paris du 1er au 16 février 2019 ;
- Restons positifs[16], Galerie Aarnor, Spy du 25 novembre au 18 décembre 2022.

#### Commissariat d'expositions
- Willem-Vuillemin - Dessins de presse[7], Musée Ianchelevici, La Louvière, du 25 juin au 4 septembre 2016.

#### Articles
- A.Du, « L’année 2017 retracée sous les crayons de Philippe Decressac », Sudinfo,‎ 2 janvier 2018 (lire en ligne, consulté le 19 février 2023)
- Phil Decressac (interviewé par P.G.), « Son talent charme la France », Vlan,‎ 13 mars 2018 (lire en ligne, consulté le 19 février 2023).
- « Rétro 2018 de Decressac : « année de merde mais géniale à dessiner » », Sudinfo,‎ 1er janvier 2019 (lire en ligne , consulté le 19 février 2023)
- Caroline Pastorelli, « Les Belges et l'humour : qu'ont-ils de plus que nous ? », Mediapart,‎ 14 mars 2022 (lire en ligne, consulté le 19 février 2023).

### Émissions de télévision
- Louviérois de l'année : Philippe Decressac, dessinateur de blagues sur Antenne Centre Télévision (3 min 58 s), 24 novembre 2017.

### Podcasts
- Le Festival de BD d'humour de Burzet : ça cartoon !, dans Le grand invité de France bleu animée par Alexandre Wibart, intervenants : Jacques Lerouge et Phil Decressac sur France Bleu, (37 min), 17 octobre 2022.